# Nieuw-Guinea Raad

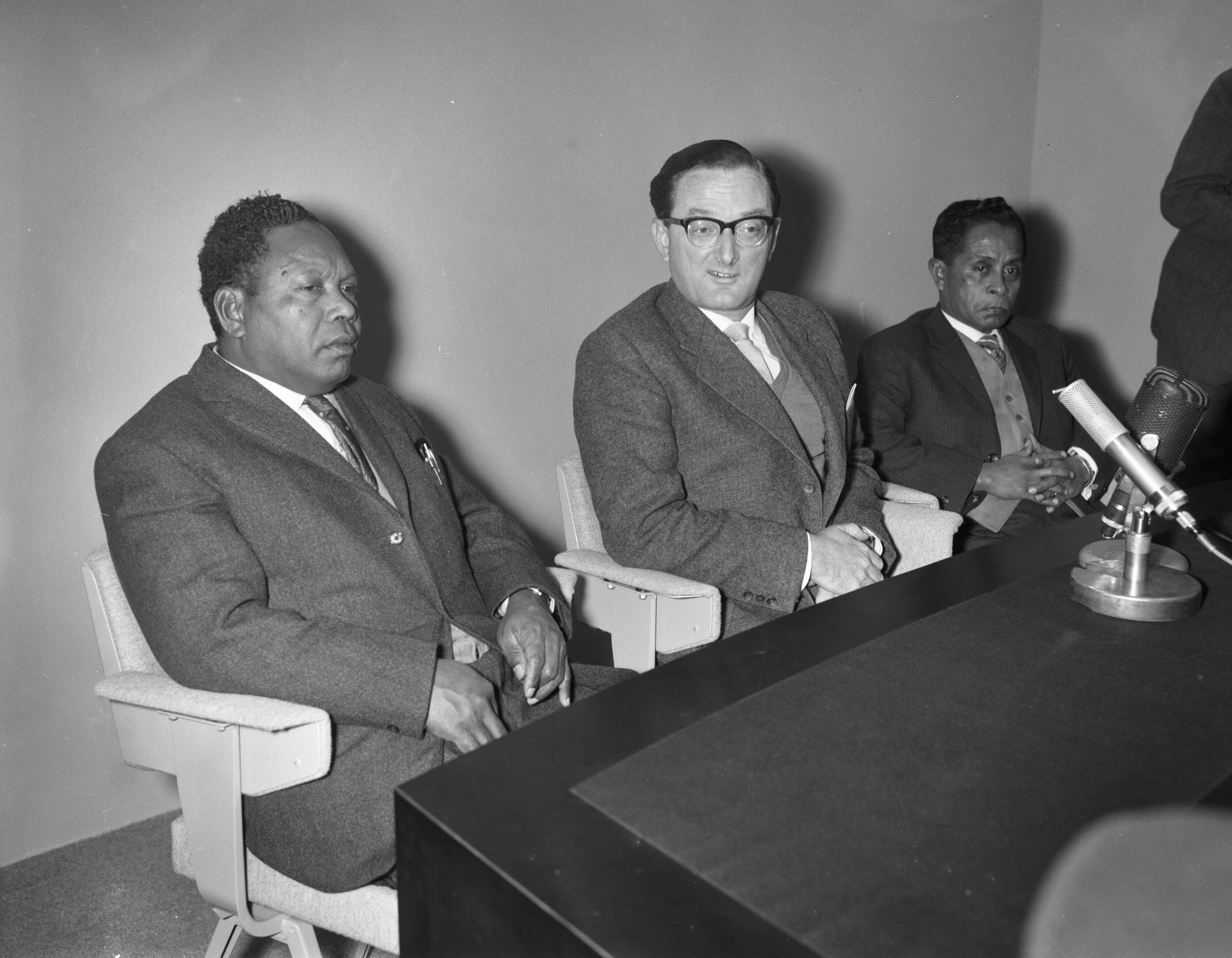
Voorzitter Sollewijn Gelpke (midden) met de leden Arfan en Mofu (1962)

De Nieuw-Guinea Raad was het vertegenwoordigend bestuur van de Nederlandse kolonie Nederlands-Nieuw-Guinea tussen april 1961 en april 1963.
In de jaren 50 was het koloniale bewind begonnen met het instellen van lokaal bestuur. Eerst werden dorpsraden ingesteld, hierna streekraden (onderraden) en in 1961 werden er verkiezingen gehouden voor de Nieuw-Guinea Raad waarbij 16 van de 29 leden verkozen werden. Op 5 april werd de raad geïnstalleerd en J.H.F. Sollewijn Gelpke werd de voorzitter. 
De raad was bedoeld als voorbereiding voor een onafhankelijke staat en er werd ook een vlag, de Morgenster en een volkslied, Hai Tanahku Papua (O, mijn land Papoea), ingesteld. Het bestuur stond onder de Nederlandse regering.
Op 1 oktober 1962 werd het bestuur van Nederlands-Nieuw-Guinea door de Nederlandse regering overgedragen aan de United Nations Temporary Executive Authority (UNTEA) van de Verenigde Naties en op 4 en 5 december werd de Nieuw-Guinea Raad opnieuw beëdigd met enkele personele wijzigingen en onder de vlag van de UNTEA. De Nieuw-Guinea Raad werd per 1 mei 1963 ontbonden toen de UNTEA het gebied overdroeg aan Indonesië.

## Leden bij installatie 5 april 1961

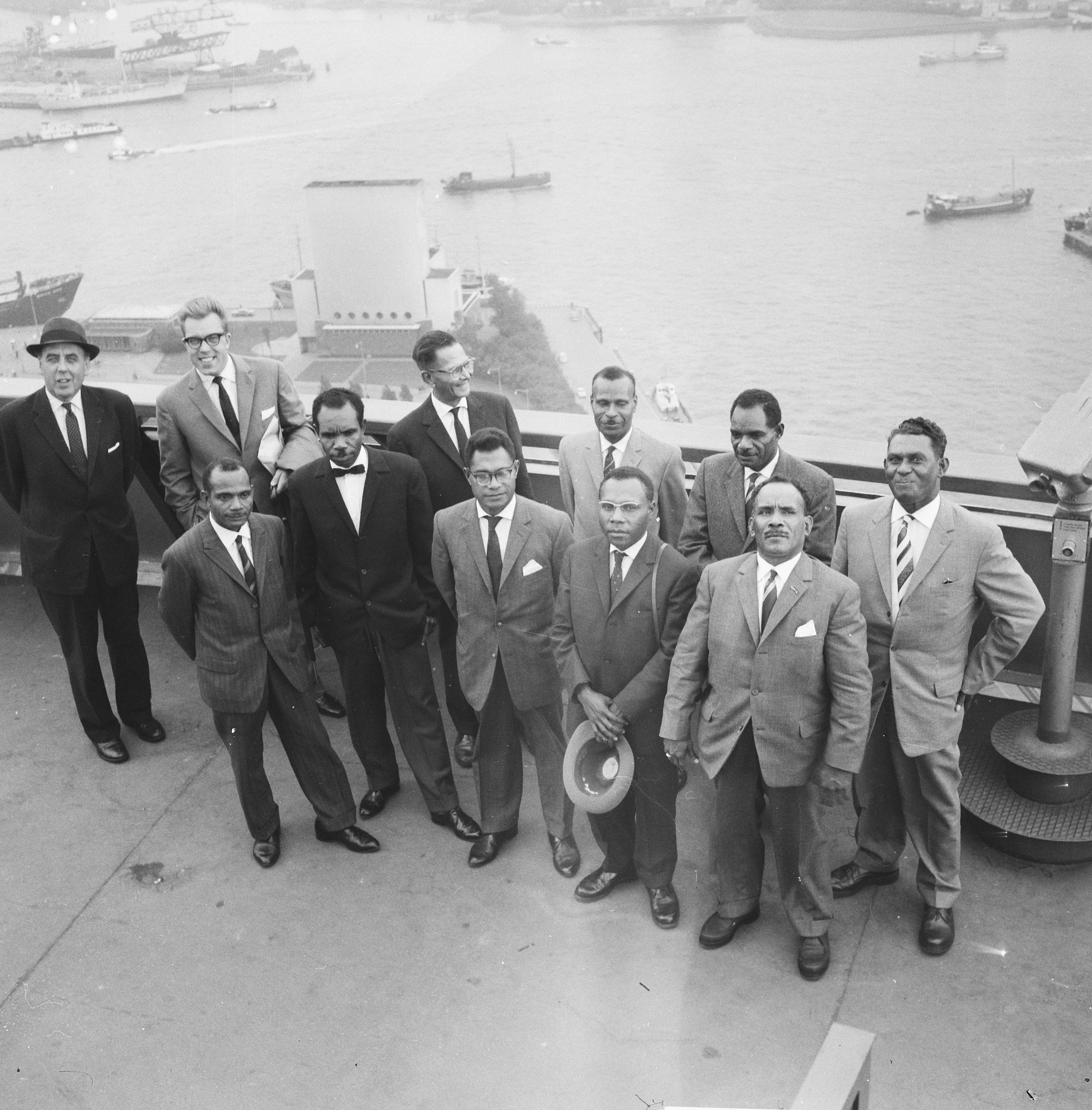
Delegatie Nieuw-Guinea Raad op de Euromast (1961)

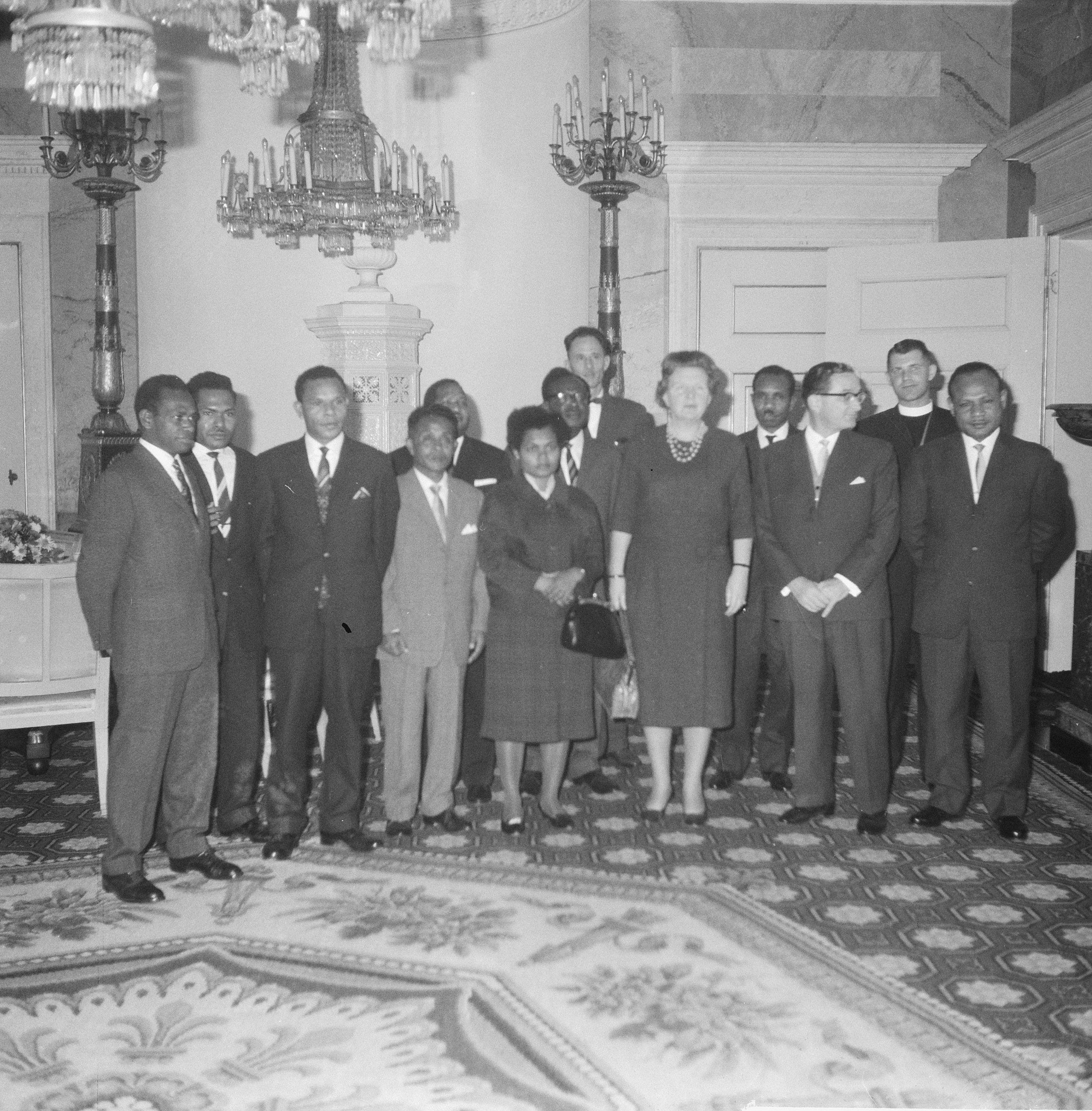
Delegatie met koningin Juliana op paleis Soestdijk (1961)

- dhr J.H.F. Sollewijn Gelpke (voorzitter, benoemd door de kroon)
- dhr. A.S. Onim
- dhr. J.O. de Rijke (gekozen door Hollandia stad)
- dhr. M.S. Kaisiepo (2e vicevoorzitter, gekozen door Schouteneilanden)
- dhr. Walab
- dhr. Achmad
- dhr. Deda
- dhr. Gobai
- dhr. H.F.W. Gosewisch (gekozen door Manukwari)
- dhr. M. Suwaé (gekozen door Nimboran)
- dhr. N.M.C. Tangghama
- dhr. H. Womsiwor (bijzondere benoeming)
- dhr. A.K. Gebse
- dhr. F. Poana
- dhr. A. Arfan (voor Radja Ampat)
- dhr. B. Mofu
- dhr. Boerwos
- dhr. L.J. van de Berg (benoemd voor Tigi/Wisselmeren)
- dhr. V.P.C. Maturbongs (benoemd voor Mappi)
- dhr. Samkakai
- dhr. Van Zeeland
- dhr. F. Torey
- dhr. Kiriwaib
- dhr. N. Jouwe (vicevoorzitter, gekozen door Dewan Dafonsoro)
- dhr. Ramandey
- dhr. Th. Meset
- dhr. F.C. Kamma (benoemd voor Oost Bergland/Keerom)
- dhr. E.J. Bonay (gekozen door Japen-Waropen)
- mevr. D. Tokoro-Hanasbei